# Bustanico
Bustanico település Franciaországban, Haute-Corse megyében. Lakosainak száma 65 fő (2022. január 1.). Bustanico Carticasi, Sermano, Alando, Alzi, Mazzola, Pianello, Piobetta és Carcheto-Brustico községekkel határos.

## Népesség
A település népességének változása:
| Lakosok száma | 123  | 75   | 77   | 67   | 60   | 61   | 64   | 65   | 66   | 65   |
|               | 1968 | 1982 | 1999 | 2006 | 2011 | 2015 | 2017 | 2018 | 2020 | 2022 |